# Уфук Чейлан
Уфук Чейлан (тур. Ufuk Ceylan, нар. 23 червня 1986, Ізмір) — турецький футболіст, воротар клубу «Аланіяспор».

## Клубна кар'єра
Народився 23 червня 1986 року в місті Ізмір. Вихованець футбольної школи клубу «Алтай». Дорослу футбольну кар'єру розпочав 2004 року в основній команді того ж клубу, в якій провів два сезони, взявши участь лише у 10 матчах чемпіонату.
Своєю грою за цю команду привернув увагу представників тренерського штабу клубу «Манісаспор», до складу якого приєднався 2006 року. Відіграв за команду з Маніси наступні три сезони своєї ігрової кар'єри.
2 вересня 2009 року уклав контракт з «Галатасараєм», у складі якого провів наступні п'ять років своєї кар'єри гравця. Проте більшість часу був лише резервним голкіпером, зігравши лише у 23 матчах чемпіонату. Більшість з них (19) Уфук провів у сезоні 2010/11, після завершення якого турецький гранд купив Фернандо Муслеру і Чейлан за наступні три сезони лише чотири рази вийшов у матчах Суперліги.
До складу клубу «Істанбул ББ» приєднався влітку 2014 року, але і тут на поле майже не виходив, ставши дублером Волкана Бабаджана.

## Виступи за збірні
2004 року дебютував у складі юнацької збірної Туреччини, взяв участь у 24 іграх на юнацькому рівні.
Протягом 2004—2006 років залучався до складу молодіжної збірної Туреччини. На молодіжному рівні зіграв у 14 офіційних матчах.
У 2009 році викликався до національної команди на товариський матч з Кот-д'Івуаром, проте на поле так і не вийшов.

## Титули і досягнення
- Чемпіон Туреччини (2):

«Галатасарай»: 2011-12,  2012-13
- Володар Кубка Туреччини (1):

«Галатасарай»: 2013-14
- Володар Суперкубка Туреччини (2):

«Галатасарай»: 2012,  2013